# Фокачча по-барийски
Фокачча по-барийски (итал. Focaccia barese) – типичный для Апулии дрожжевой хлеб, разновидность фокаччи. Особенно распространён в провинциях Бари, Барлетта-Андрия-Трани, Таранто, части провинции Бриндизи (Остуни, Фазано и Чистернино), Гаргано и вообще в провинции Фоджа, где его обычно можно встретить в пекарнях. В 2010 году была создана Consorzio Focaccia barese, которая начала процесс регистрации фокаччи из Бари в европейском реестре TSG (Traditional speciality guaranteed).

## История
Хлеб появился в Альтамуре, как вариант традиционного хлеба из твёрдых сортов пшеницы, вероятно, из-за необходимости использовать высокую начальную температуру дровяной печи, прежде чем она стабилизируется до идеальной температуры для выпечки хлеба. Перед тем, как поместить буханки в печь, кусок сырого хлебного теста раскладывали на сковороде, оставляли на некоторое время, затем приправляли и, наконец, готовили. Будучи продуктом популярной гастрономической традиции, рецепт имеет множество вариаций, в основном по географическому признаку.

## Приготовление
В наиболее типичном варианте основу для барийской фокаччи получают путём смешивания Semola Rimacinata (традиционная итальянская мука из твёрдых сортов пшеницы), отварного картофеля, соли, дрожжей и воды таким образом, чтобы получить достаточно эластичное тесто, мягкое, но не липкое, которое оставляют для подъёма и растекания в круглой сковороде, смазанной большим количеством оливкового масла первого холодного отжима. Затем дают ему снова подняться, добавляют другие ингредиенты и выпекают, желательно в дровяной печи .
Масло выливается на поверхность фокаччи вместе с топпингом, продуктами, которые в обязательном порядке нужно выкладывать на тесто перед приготовлением. Можно выделить как минимум три традиционных варианта:
- focaccia per eccellenza, которая включает в себя свежие помидоры и / или барийские оливки [2];
- focaccia alle patate, предполагающая покрытие всей поверхности ломтиками картофеля толщиной около 5 мм;
- focaccia bianca, приправленная крупной солью и розмарином .

Существуют вариации с включением перца, баклажанов, лука или других овощей. В результате приготовления получается более мягкая лепёшка, чем пицца, высотой 1-3 см. Её следует употреблять горячей, чтобы в полной мере насладиться вкусом и ароматом.

## См.также
- Фугас (хлеб)